# Bassem Saïbi
Bassem Saïbi, né le 24 septembre 1984 à Jilma, est un footballeur tunisien évoluant au poste de arrière droit avec le club de l'Olympique du Kef.

## Carrière
- ?-2012 : Olympique de Béja (Tunisie)
- 2012-2013 : Stade gabésien (Tunisie)
- 2013-2014 : Avenir sportif de Gabès (Tunisie)
- depuis 2014 : Olympique du Kef (Tunisie)